# Włodzimierz Cimoszewicz
Włodzimierz Cimoszewicz, född 13 september 1950 i Warszawa, Polen, är en polsk politiker för Sojusz Lewicy Demokratycznej - Unia Pracy.
Cimoszewicz var Polens justitieminister 1993–1995, premiärminister mellan 1996 och 1997 samt landets utrikesminister 2001–2005.
Vänstersinnade Cimoszewicz meddelade den 15 juni 2010 i en gemensam presskonferens att han stöder det liberalkonservativa partiet PO:s kandidat Bronisław Komorowski i presidentvalet i Polen 2010.
Cimoszewicz är ledamot i Europaparlamentet sedan 2019 och numera är han ledamot för utskottet för utrikesfrågor, utskottet för konstitutionella frågor och delegationen till de parlamentariska samarbetskommittéerna EU–Kazakstan, EU–Kirgizistan, EU–Uzbekistan och EU–Tadzjikistan samt förbindelserna med Turkmenistan och Mongoliet samt suppleant i delegationen för förbindelserna med Förenta staterna.